# سحالي شراعية الزعانف
سحالي شراعية الزعانف (الاسم العلمي: Hydrosaurus)، هي أسرة من الزواحف تتبع فصيلة الحرذونيات ضمن رتبة الحرشفيات. وتحتوي على 3 أنواع فقط. وهي أصنوفة أحادية الطراز أي تحتوي على جنس واحد فقط. لديه هيكل خارجي يُشبه الشراع. وتستوطن الفلبين وأندونيسيا وبابوا غينيا الجديدة.

## الأنواع
- سحلية شراعية الزعانف الفلبينية (الاسم العلمي: Hydrosaurus pustulatus)
- سحلية شراعية الزعانف ويبر (الاسم العلمي: Hydrosaurus weberi)
- سحلية شراعية الزعانف الأمبون (الاسم العلمي: Hydrosaurus amboinensis)